# Stephan Plecher
Stephan Plecher (* 9. September 1990 in Cham (Oberpfalz)) ist ein deutscher Jazzmusiker (Piano).

## Leben und Wirken
Plecher erhielt seit dem Alter von fünf Jahren klassischen Klavierunterricht. Als Jugendlicher entdeckte er den Jazz. Nach ersten Workshops und Unterricht bei Hans-Jürgen „Specht“ Bock und Rob Bargad trat er 2006 schließlich dem Landesjugendjazzorchester Bayern unter der Leitung von Harald Rüschenbaum bei. Noch im selben Jahr begann er als Jungstudent bei Martin Schrack an der Musikhochschule Nürnberg. Zwischen 2011 und 2015 studierte er Jazz-Piano an der Konservatorium Wien Privatuniversität bei Aaron Wonesch und Oliver Kent sowie zwischen 2012 und 2013 Jazz-Komposition und -Arrangement bei Andy Middleton. Ein Masterstudium am Jazzcampus in Basel schloss sich an.
Plecher gründete 2013 sein Trio, mit dem das Album Jungfernballett (2016) mit Gast Bert Joris erschien. Er trat im Duo mit Julian Hesse auf, mit dem er das Album Wheel of Live (HGBS Blue 2020) veröffentlichte. Als Solist ist er auf Alben von Nina Reiter, Hila Puntur, Peter Primus Frosch, Phraim und vom BamesreiterSchwartzOrchestra zu hören. Weiterhin begleitete er Barbara Neuhauser (Barbara Motive) und spielte im Quartett von Marc Mezgolits (Mostly Love Songs, 2019).

## Preise und Auszeichnungen
Plecher wurde 2004 und 2006 als Solist mit einem zweiten bzw. ersten Preis beim bayerischen Landeswettbewerb Jugend jazzt ausgezeichnet; seine Band Station 5 wurde 2008 bei Jugend jazzt Preisträger ausgezeichnet. 2012 wurde er Preisträger der Marianne-Mendt-Nachwuchsförderung. 2013 erhielt er mit dem Stephan Plecher Trio beim Fidelio-Wettbewerb des Konservatoriums Wien einen Sonderpreis der Jury. 2014 gewann er den 4. Internationalen Jazzhaus Pianowettbewerb in Freiburg (Breisgau) und wurde Hauptpreisträger bei den Generations Masterclasses in Frauenfeld.